# Pankreasna ribonukleaza
Pankreasna ribonukleaza (EC 3.1.27.5, RNaze, RNaze I, RNaze A, pankreasna RNaze, ribonukleaza I, endoribonukleaza I, ribonukleinska fosfataza, alkalinska ribonukleaza, ribonukleaza, gen S glikoproteini, Ceratitis capitata alkalinska ribonukleaza, SLSG glikoproteini, gen S lokus-specifični glikoproteini, ribonukleat 3'-pirimidino-oligonukleotidohidrolaza) je enzim sa sistematskim imenom '. Ovaj enzim katalizuje sledeću hemijsku reakciju
Endonukleolitičko presecanje do nukleozid 3'-fosfata i 3'-fosfooligonukleotida koji se završavaju sa Cp ili Up uz formiranje 2',3'-cikličnih fosfatnih intermedijera

## Spoljašnje veze
- Pancreatic+ribonuclease на 